# Cryptocoleopsis
Cryptocoleopsis là một chi rêu trong họ Jungermanniaceae.